# Kombrig
Kombrig (em russo:  комбриг) é a abreviatura de Oficial comandante de brigada (em russo:  командир бригады, transl. komandir brigady; lit.  "Comandante de Brigada"'), e foi um posto militar nas Forças Armadas Soviéticas da URSS de 1935 a 1940. Foi também a designação para militares nomeados para comandar uma formação do tamanho de uma brigada (X).
Até 1940 era o quarto posto militar mais alto do Exército Vermelho. Era equivalente a Comissário de Brigada (ru: бригадный комиссар) do estado-maior político em todos os ramos militares, Kapitan 1º posto (ru: капита́н 1-го ранга) na marinha soviética, ou para Major de segurança do estado (ru: майор государственной безопасности). Com a reintrodução das fileiras gerais regulares, a designação Kombrig foi abolida e substituída por major-general (OF-6).

## História
Este posto particular foi introduzido por disposição do Comitê Executivo Central da União Soviética e do Conselho de Comissários do Povo, a partir de 22 de setembro de 1935. A nova estrutura de classificação foi a seguinte:
- Nível de comando de Brigada X: Kombrig (Brigadeiro)
- Nível de comando de Divisão XX: Komdiv (Comandante da Divisão)
- Nível de comando de Corpo XXX: Komkor (Comandante de Corpo)
- Nível de comando de Exército de campo XXXX: Komandarm 2º escalão (Comandante de Exército 2º escalão - Comandante de Exército)
- Nível de comando de Grupo de Exércitos, Frente XXXXX: Komandarm 1º escalão (comandante de Exército 1º escalão - comandante de Frente)
- Marechal da União Soviética

## Insígnia de posto

Remendo da gola do sobretudo (grande).
Distintivo da gola do casaco e Gymnastyorka.
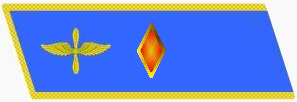
Força Aérea Vermelha.
Insígnia da manga.